# Dieffenbachia copensis
Dieffenbachia copensis är en kallaväxtart som beskrevs av Thomas Bernard Croat. Dieffenbachia copensis ingår i släktet prickbladssläktet, och familjen kallaväxter. Inga underarter finns listade.